# Bermudy na Mistrzostwach Świata w Lekkoatletyce 2009
Bermudy na Mistrzostwach Świata w Lekkoatletyce 2009, reprezentowane były przez 1 zawodnika – Tyrone’a Smitha, który się zdobył żadnego z medali podczas tego czempionatu.

## Mężczyźni
| Konkurencja | Zawodnik     | Kwalifikacje | Kwalifikacje | Finał         | Finał         |
| Konkurencja | Zawodnik     | Wynik        | Poz.         | Wynik         | Poz.          |
| ----------- | ------------ | ------------ | ------------ | ------------- | ------------- |
| Skok w dal  | Tyrone Smith | 7,72         | 31.          | Nie awansował | Nie awansował |